# Loi sur les rapports entre l'État et les établissements d'enseignement privés
Pour les articles homonymes, voir Loi Debré.
Lire en ligne

Sur Légifrance : Loi Debré ; Code de l'éducation

La loi sur les rapports entre l'Etat et les établissements d'enseignement privés, dite loi Debré (du nom de Michel Debré, Premier ministre et ministre de l'Éducation nationale), est une des grandes lois éducatives française. Elle est adoptée le 29 décembre 1959.

## Genèse
La loi Debré s'inscrit dans un contexte difficile pour l'enseignement privé français. Si celui-ci avait été favorisé par le régime de Vichy, les gouvernements républicains successifs avaient supprimé les aides octroyées par le régime collaborationniste. L'enseignement privé reste un point d'achoppement politique entre la gauche républicaine, en faveur de l'école de Jules Ferry, gratuite, laïque et obligatoire, et la droite.
La guerre scolaire se poursuit dans les années 1950. En septembre 1951 sont votées les lois Marie et Barangé, qui subventionnent les parents qui scolarisent leurs enfants dans le privé à hauteur de l'équivalent de 60F par an. Les gouvernements successifs s'organisent pour préparer une sortie par le haut de cette guerre : l'acceptation d'une subvention publique à l'enseignement privé, en échange d'un contrôle accru de la puissance publique sur ces établissements.
Michel Debré organise une commission entre juin et octobre, présidée par le socialiste Pierre-Olivier Lapie. L'avant-projet est prêt en novembre. Il est relu et retouché par Charles de Gaulle. Le projet est fusionné avec un autre, préparé par le ministre de l'Instruction publique André Boulloche. Le Conseil d'État donne son avis sur le texte le 15 décembre. Boulloche démissionne après les virulents débats du 22 décembre, et Debré reprend de manière intérimaire le maroquin. La loi est promulguée le 31 décembre 1959.

## Contenu
La loi Debré instaure un système de contrats entre l'État et les écoles privées qui le souhaitent. L'État accorde une aide mais en contrepartie, les programmes doivent être les mêmes que dans l'enseignement public (le catéchisme devient une option). L'inspection devient obligatoire et les enfants ne partageant pas la même religion que l'établissement ne peuvent être refusés.
Les enseignants sont rémunérés par l'État selon les mêmes grilles indiciaires. En revanche, leurs retraites dépendent du régime général et de caisses de retraites complémentaires, ce qui induit une différence tant dans la rémunération nette (taux de cotisations plus fort) que dans les droits à retraite (retraites ordinairement nettement plus faibles).

## Postérité
La loi reçoit un accueil résigné de la part des laïques et modérés. Les opposants les plus farouches à la loi se regroupent le 19 juin 1960 au bois de Vincennes pour prononcer le serment de Vincennes.
La loi Debré est considérée par Pierre Milza et Jean-François Sirinelli comme une des grandes lois de Michel Debré.
Deux séries de décrets nécessaires à son application sont adoptés en avril et en juillet 1960. La loi est mise en œuvre à partir de l'été 1960.
La loi a été abrogée par l'ordonnance du 22 juin 2000 pour être intégrée au Code de l'éducation.